# Josef Jindra (letec)
Josef Jindra (17. srpna 1936 Žamberk – 19. května 2016, Ústí nad Orlicí) byl mistr sportu v letecké akrobacii.

## Životopis
Narodil se v Žamberku, s mladší sestrou Marií a rodiči vyrůstal v Kunvaldu, kde vychodil obecnou i měšťanskou školu. Oba rodiče pracovali v zemědělství. Otec Josef Jindra přivedl obě své děti k lyžařskému sportu, kde dosahovaly výborných výsledků.

## Sportovní úspěchy
Již během školní docházky se věnoval lyžařskému sportu. V roce 1951 se umístil na 3. místě ve skoku na lyžích na krajském přeboru v Bílé Třemešné, o rok později byl první. Ve svých 16 letech, v roce 1952 získal III. cenu na mistrovství republiky v Ružomberku. Následovala série předních umístění na nejrůznějších závodech v tehdejším Československu. V roce 1960, po pěkném umístění na mezinárodním závodu v Klingenthalu, závodního sportu zanechal. K jeho největším úspěchům patří 3. místo ve sdruženém závodě na přeboru republiky ve Špindlerově Mlýně v roce 1957 a 2. místo ve stejném přeboru za skok prostý.
V roce 1952 se přihlásil do aeroklubu Svazarmu a na letišti v Žamberku se začal učit létat s kluzákem i motorovým sportovním letadlem. V roce 1955 složil na letišti v Hradci Králové zkoušku sportovního pilota motorových letadel. Absolvoval kurs pro instruktory bezmotorového létání ve Vrchlabí. V roce 1967 se dostavily první úspěchy, z nichž nejcennější je 4. místo na mistrovství republiky v letecké akrobacii v Zábřehu u Opavy. Na nově přiděleném letadle Z-526 AS, OK-WXB se poprvé zúčastnil jako kapitán našeho družstva mezinárodní soutěže v Německu v r. 1968, kde o rok později dosáhl umístění na 3. místě. Velkého úspěchu dosáhlo československé družstvo na VI. mistrovství světa v anglickém Hullavingtonu, kde se umístilo jako 3. nejlepší na světě. To bylo v r. 1970, o rok později získalo naše družstvo 2. místo na mezinárodní soutěži v SSSR ve městě Orel. V r. 1971 na VIII. mistrovství ČSSR v letecké akrobacii, pořádaném v Košicích, se umístil na 1. místě, a stal se tak mistrem republiky a byl poctěn titulem "Mistr sportu". O rok později se československé družstvo umístilo na 4. místě na mistrovství světa ve Francii. V r. 1972 přišlo vítězství na mistrovství republiky v Holešově a úspěch na mezinárodních závodech v NDR. Kariéru sportovního pilota ukončil a věnoval létání profesionálně u společnosti Slovair, kde působil jako zalétávací a zkušební pilot. V roce 1987 dostal nabídku pracovat jako pilot v Africe, kde prováděl letecky chemické ošetření bavlníkových polí ve středním Egyptě.